# Kawab
Kawab (Kauab) – wezyr i następca tronu z IV dynastii starożytnego Egiptu, najstarszy syn Cheopsa.
Matką jego była Meritites. Poślubił swoją rodzoną siostrę Hetepheres II. Ze związku tego urodziła się Meresanch III, późniejsza żona Chefrena.
Zmarł jeszcze przed ojcem, prawdopodobnie zamordowany przez brata Dżedefre, który w ten sposób pozbył się konkurenta do tronu. Pochowany w wielkiej mastabie we wschodniej części nekropoli w Gizie, przy piramidzie swego ojca.
Wiemy, że jeszcze za Ramzesa II pamiętano o nim, gdyż książę Chaemuaset kazał odnowić posąg Kawaba w świątyni w Memfis.